# Retorn al Llac Blau
Retorn al Llac Blau (títol original en anglès: Return to the Blue Lagoon) és una pel·lícula estatunidenca estrenada el 1991, en la qual es barregen elements de drama, romanç i aventura. Ha estat doblada al català.
El film és protagonitzat per Milla Jovovich i Brian Krause. El guió de Leslie Stevens està basat en la novel·la The Garden of God de Henry De Vere Stacpoole. El tema de tancament de la pel·lícula, “A World of Our Own”, va ser realitzat pel grup Surface amb Bernard Jackson. La música va ser escrita per Barry Mann, i les lletres van ser escrites per Cynthia Weil. La pel·lícula es va comercialitzar com a «Retorn al romanç, Retorn a l'aventura...» fent referència a la pel·lícula La llacuna blava (1980), de la qual és una continuació.
La pel·lícula tracta la història d'un nen i una nena que a la seva curta edat van ser deixats en una illa paradisíaca en l'Oceà Pacífic. La seva vida junts és joiosa i valuosa, malgrat experimentar diversos canvis físics i emocionals, i a mesura que creixen fins a aconseguir la maduresa i enamorar-se.

## Argument
La pel·lícula se situa en temps de l'època victoriana, 1897. L'escena inicial enllaça els esdeveniments de l'escena final de la primera pel·lícula, on es mostra un vaixell que troba a Emmeline, a Richard i al seu fill Paddy adormits. El buc del Sr. Arthur (pare de Richard) els troba, i els recull. El Sr. Arthur pregunta si estan morts, al que el capatàs de l'embarcació respon: «No senyor, estan adormits». Posteriorment s'entén que l'home i la dona estaven morts però el seu fill havia sobreviscut.
La Sra. Sarah Hargrave, una vídua, mare d'una nena petita, es fa càrrec del bebè. Posteriorment sorgeix una epidèmia de còlera en l'embarcació, per la qual cosa la senyora i els dos petits són trets de la nau, acompanyats d'un mariner. Després de dies a la deriva, el mariner intenta matar als nens però Sarah el copeja amb un rem i bolca el seu cos inconscient per la broda. Dies més tard, la mare i els nens arriben a una paradisíaca illa en el Pacífic Sud.
Sarah troba menjar i el lloc on els pares de Paddy (a qui anomena Richard) havien estat. La dona els cria donant-los modals i educació civilitzada, i els inculca als nens valors i elements propis de la fe cristiana, com l'oració, el Pare Nostre i un himne anomenat «Love Divine, All loves Excelling» (Amor diví, amor excels) de Charles Wesley. S'esmenta que el seu espòs havia estat missioner. En adonar-se que hi havia altres habitants que feien ritus en lluna plena, Sarah els prohibeix anar a l'altre costat (Nord) de l'illa. També els parla de «els fets de la vida», referint-se als canvis que experimentarien en l'adolescència, i que passaria amb els seus cossos quan creixessin.
8 anys després, Quan Richard i Lilli arriben a l'edat de 12 i 9 anys, Sarah emmalalteix de febre que s'agreuja fins a arribar a una pneumònia. Abans de morir, ella s'acomiada i li diu a Richard com enterrar-la i preparar la seva tomba, que és col·locada en un promontori amb vistes al mar d'esculls. Lilli i Richard sobreviuen a causa de l'abundància de menjar a l'illa, i la pesca que ell realitza.
6 Anys més tard, tant Richard Lestrange com Lilli Hargrave creixen, tant en altura com en maduresa física, convertint-se en adolescents. En un joc de caça d'ous de Pasqua, Richard perd i busca una perla per Lilli en els voltants del mar, com recompensa. Passen els seus dies a la casa de la platja, practicant la pesca, nedant en el mar i explorant l'illa. Quan els seus cossos creixen i es desenvolupen, comencen a sentir atracció física mútua.

## Repartiment
| Actor                  | Paper                                   |
| ---------------------- | --------------------------------------- |
| Milla Jovovich         | Lilli Hargrave                          |
| Brian Krause           | Paddy Lestrange / Richard Lestrange jr. |
| Lisa Pelikan           | Mrs. Sarah Hargrave                     |
| Courtney Barilla       | Lilli de jove                           |
| Garette Ratliff Henson | Richard de jove                         |
| Emma James             | Lilli de nena                           |
| Jackson Barton         | Richard de nen                          |
| Nana Coburn            | Sylvia Hilliard                         |
| Brian Blain            | Capità Jacob Hilliard                   |
| Peter Hehir            | Quinlan                                 |
| Alexander Peterson     | Giddens                                 |
| John Mann              | Capità                                  |
| Wayne Pygram           | Kearney                                 |
| John Dicks             | Penfield                                |
| Gus Mercurio           | Primer oficial                          |
| John Turnbill          | Dawes                                   |
| Todd Rippon            | Gullion                                 |
| John Keightley         | Lestrange                               |
| Pita Degei             | Cap                                     |
| Mikaele Nasau          | Nadiu Solitari                          |
| Annabel I. Graham      | Sarah nena                              |